# اوایزومیگاکوئنچو

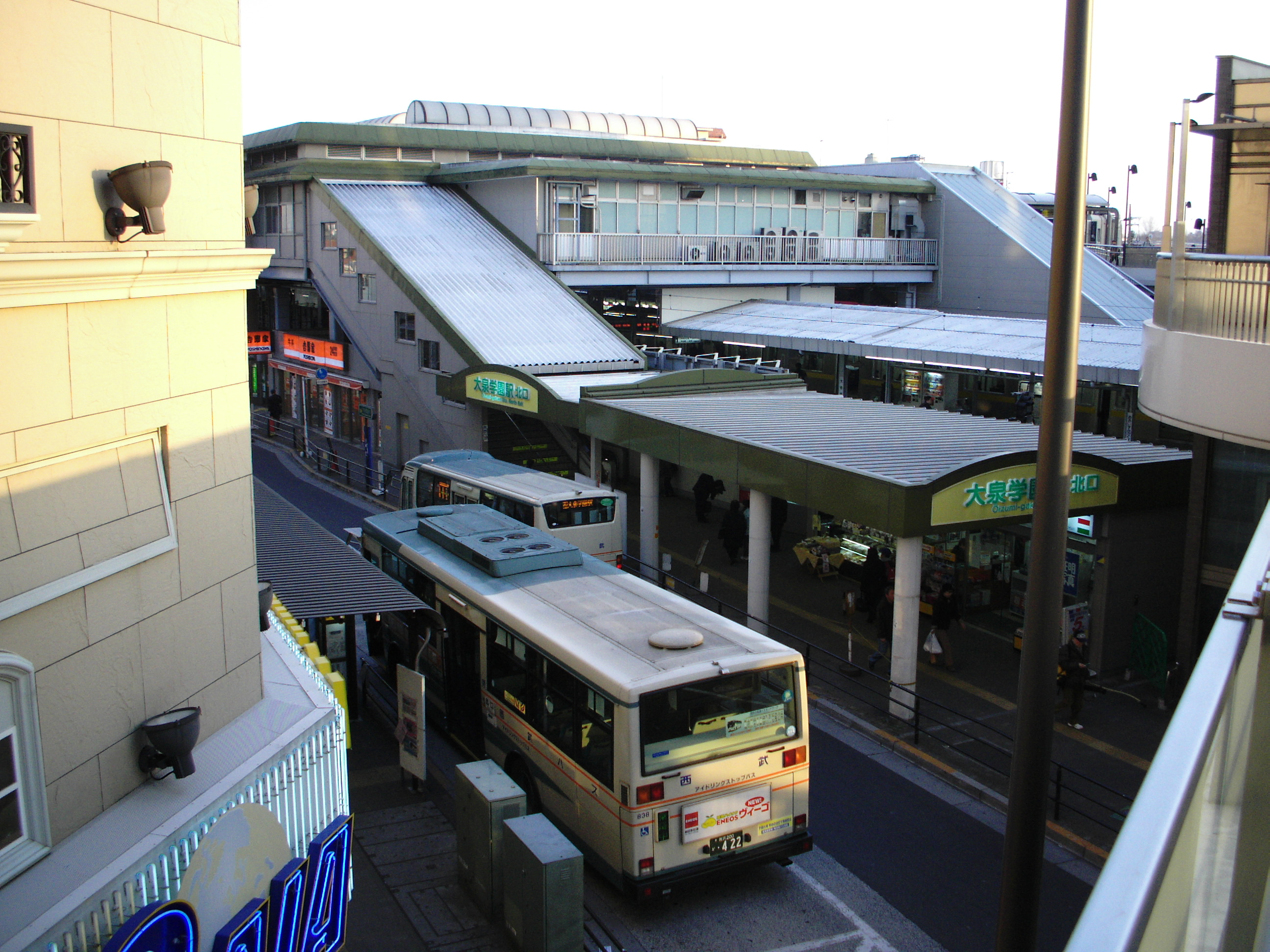
در شمالی ایستگاه اوایزومیگاکوئنچو

اوایزومیگاکوئنچو (به ژاپنی: 大泉学園町, Ōizumi-gakuen-chō) یکی از محله‌های توکیو پایتخت ژاپن است که در منطقهٔ نریما واقع شده‌است.

## ایستگاه راه‌آهن
- خط سیبو ایکه‌بوکورو، ایستگاه اوایزومیگاکوئنچو

طبق برنامه تا سال ۲۰۱۵ میلادی قرار است متروی توئی نیز خط اوادو را تا این محله گسترش دهد.